# سيريل والش
سيريل والش (بالإنجليزية: Cyril Walsh)‏ هو قاضي أسترالي، ولد في 15 يونيو 1909 في سيدني في أستراليا، وتوفي في 29 نوفمبر 1973 بسبب ورم نخاعي متعدد.